# Hieracium borealiforme
Hieracium borealiforme es una especie de planta con flor del género Hieracium, de la familia Asteraceae, orden Asterales.

## Distribución
Hieracium borealiforme se distribuye por Italia y Eslovenia.

## Taxonomía
Fue descrita científicamente por P. D. Sell & C. West. Fue publicada en Bot. J. Linn. Soc. 71: 262 (1976).